# Diplotaxis rufiola
Diplotaxis rufiola är en skalbaggsart som beskrevs av Henry Clinton Fall 1909. Diplotaxis rufiola ingår i släktet Diplotaxis och familjen Melolonthidae. Inga underarter finns listade i Catalogue of Life.